# Jerry Kupfer
Jerry Kupfer ist ein US-amerikanischer Film- und Fernsehproduzent.

## Leben
Seine Karriere startete er zunächst als Produzent für Livemusik und Stand-up-Comedy im Apollo Theatre und bei BET. 1994 als Supervising Producer bei der Dokumentarserie TV Nation von Michael Moore. Es folgten eine Reihe von Fernsehproduktionen. Bei der Oscarverleihung 1999 wurde er für den Dokumentarfilm Dancemaker von Regisseur Matthew Diamond für einen Oscar für den Besten Dokumentarfilm nominiert.
Anschließend machte er sich durch die Produktionen für unter anderem 30 Rock und Strangers with Candy einen Namen. Er gewann insgesamt vier Emmys, den ersten für TV Nation und die drei anderen für 30 Rock. Insgesamt war er 14 mal nominiert. Er gewann außerdem drei Producers Guild of America Awards.